# 成田山横浜別院延命院
成田山 横浜別院 延命院（なりたさん よこはまべついん えんめいいん）は、神奈川県横浜市西区宮崎町にある真言宗智山派の寺院。成田山新勝寺（千葉県成田市）の横浜別院で、通称は野毛山不動尊、横浜成田山。

## 歴史
成田山横浜別院は、1870年（明治3年）、高島易断で知られる高島嘉右衛門の協力により、大本山成田山新勝寺の横浜別院として建立された。新勝寺より分霊を勧請し、現在の神奈川県横浜市南区西中町の普門院境内に遥拝所を設立したことに始まる。開港した横浜への移住者の中には成田不動尊を信仰する者が多く、成田山新勝寺への請願を受けてのことである。
1876年（明治9年）、現在地に移り、成田山教会所と改める。その後、1893年（明治26年）、成田山横浜別院延命院となる。寺号の延命院は、かつて七代目市川團十郎が天保の改革の際、江戸払いを言い渡され、しばらく居住した新勝寺境内にあった延命院のゆかりある寺号を移したものである。
本尊不動明王は、もとは徳川家の秘蔵仏であったが、元禄年間に徳川家より成田山へ累代祈願を懇願された際に賜ったもので聖宝（理源大師）の作と伝わる。本堂内で拝観できる。この境内地は、高島嘉右衛門及び新栄講が寄進したもので、世界平和、万民豊楽を祈願している。
2013年（平成25年）11月より、新本堂の建築のため水行堂が仮本堂となっていたが、2014年（平成26年）10月6日、台風18号による土砂崩れで一部が倒壊し、僧（25歳）が生き埋めになり死亡した。2015年（平成27年）新本堂が完成し、11月25日に入仏式法要が営まれた。
2020年（令和2年）、開創150年を迎えた。

## 境内
- 本堂
- 大師堂
- 稲荷神社
- 水子地蔵尊

## 所在地・アクセス
神奈川県横浜市西区宮崎町30 
- JR根岸線・横浜市営地下鉄ブルーライン 桜木町駅より、野毛ちかみちを通り徒歩10分。
- 京浜急行 日ノ出町駅より左に野毛坂信号方面へ徒歩10分。野毛坂交差点を越えて、20メートル先の右手の路地（カレー店の手前）を入る[5]。
- 横浜市営バス 103系統・89系統 「野毛坂」バス停より徒歩3分

## 拝観料
無料